# Сосна гірська Жереп (пам'ятка природи, Тячівський район)
Сосна́ гірська́ Же́реп — ботанічна пам'ятка природи місцевого значення в Україні. Розташована в межах Тячівського району Закарпатської області, на північний схід від села Лопухів. 
Площа 0,5 га. Статус надано згідно з рішенням облвиконкому від 18.11.1969 року № 414, ріш. ОВК від 23.10.1984 року № 253. Перебуває у віданні ДП «Брустурянське ЛМГ» (Плайське лісництво, кв. 10, вид. 1). 
Статус надано з метою збереження природних заростей сосни гірської (жереп), розташованих на крутих кам'янистих схилах хребта Тавпіширка (гірський масив Ґорґани).